# تاشتاگول
شهر تاشتاگول (به روسی: Таштагол) در کشور روسیه و در اوبلاست کمروو واقع شده‌است.